# La Amistad nationalpark
La Amistad internationella fredspark (spanska: El Parque Internacional La Amistad) är en gränsöverskridande park, i området Cordillera de Talamanca.  Parken är klassad som biosfärområde av Unesco och fredsparken har fått världsarvsstatus. Epitetet Amistad i parkens namn betyder vänskap på spanska.
1979 deklarerade Costa Ricas och Panamas presidenter att man ville skapa en internationell park. Tre år senare grundades nationalparken.

## Geografi
La Amistad delas mellan Costa Rica och Panama och består av 400 0000 hektar tropisk regnskog. Större delen av parken ligger i bergskedjan Talamanca med flera toppar överstigande 3 000 meter över havet. Högsta berget är Cerro Chirripo (3 819) i Costa Rica och i Panama når vulkanen Barú 3 475 meter. På högre höjder finns glaciala spår av istider i form av dalar och sjöar. På lägre höjder finns gräs- och buskstäpp, träsk och myrar.

## Fauna
I parken finns tapir, jättemyrslok, vrålapor, näsbjörn och neotropiska kattdjur såsom jaguar, puma, ozelot, margaykatt, dvärgtigerkatt och jaguarundi. Där finns 600 fågelarter, närmare 300 arter av ormar och groddjur.

## Galleri

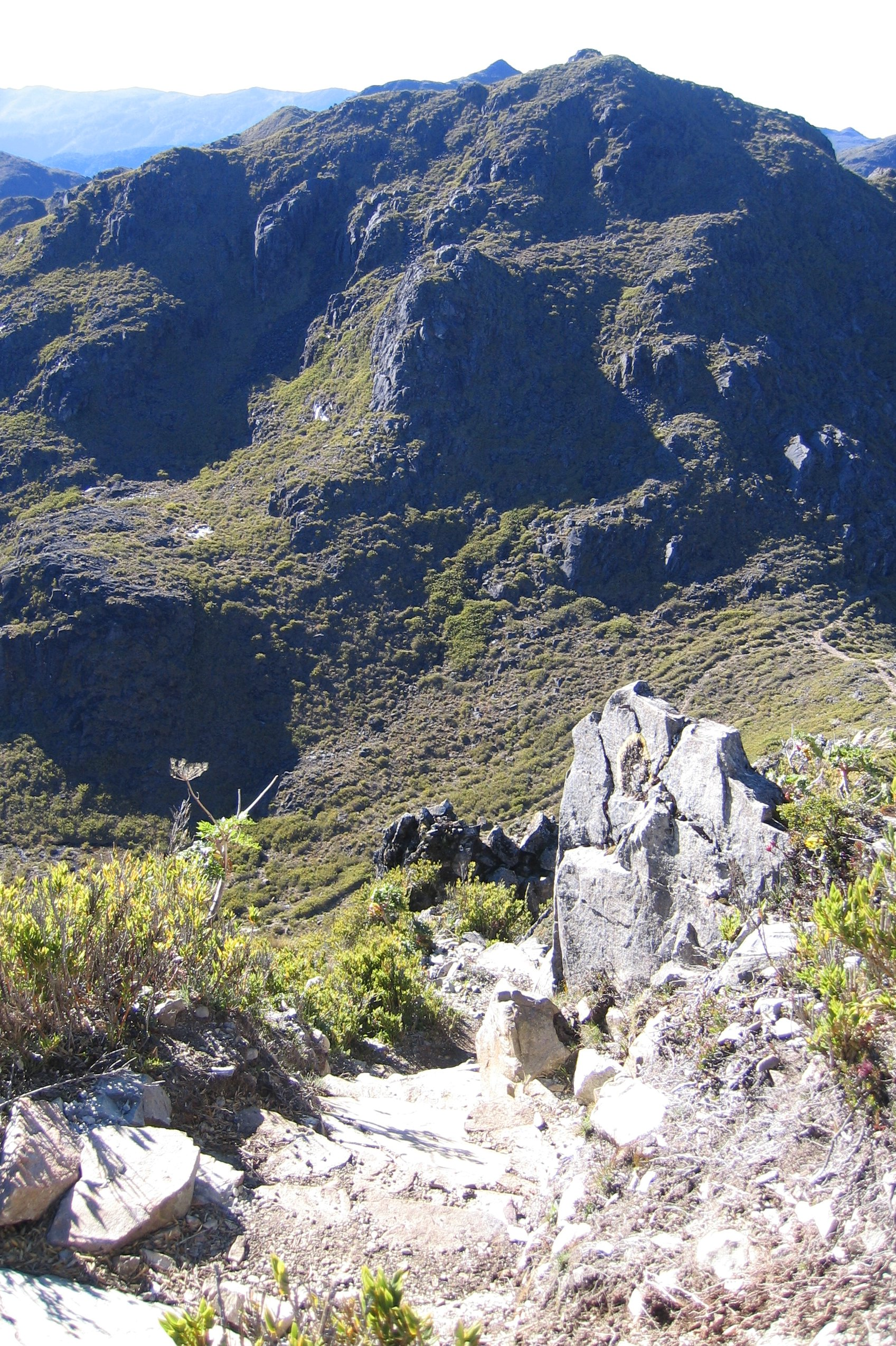
Cerro Chirripó
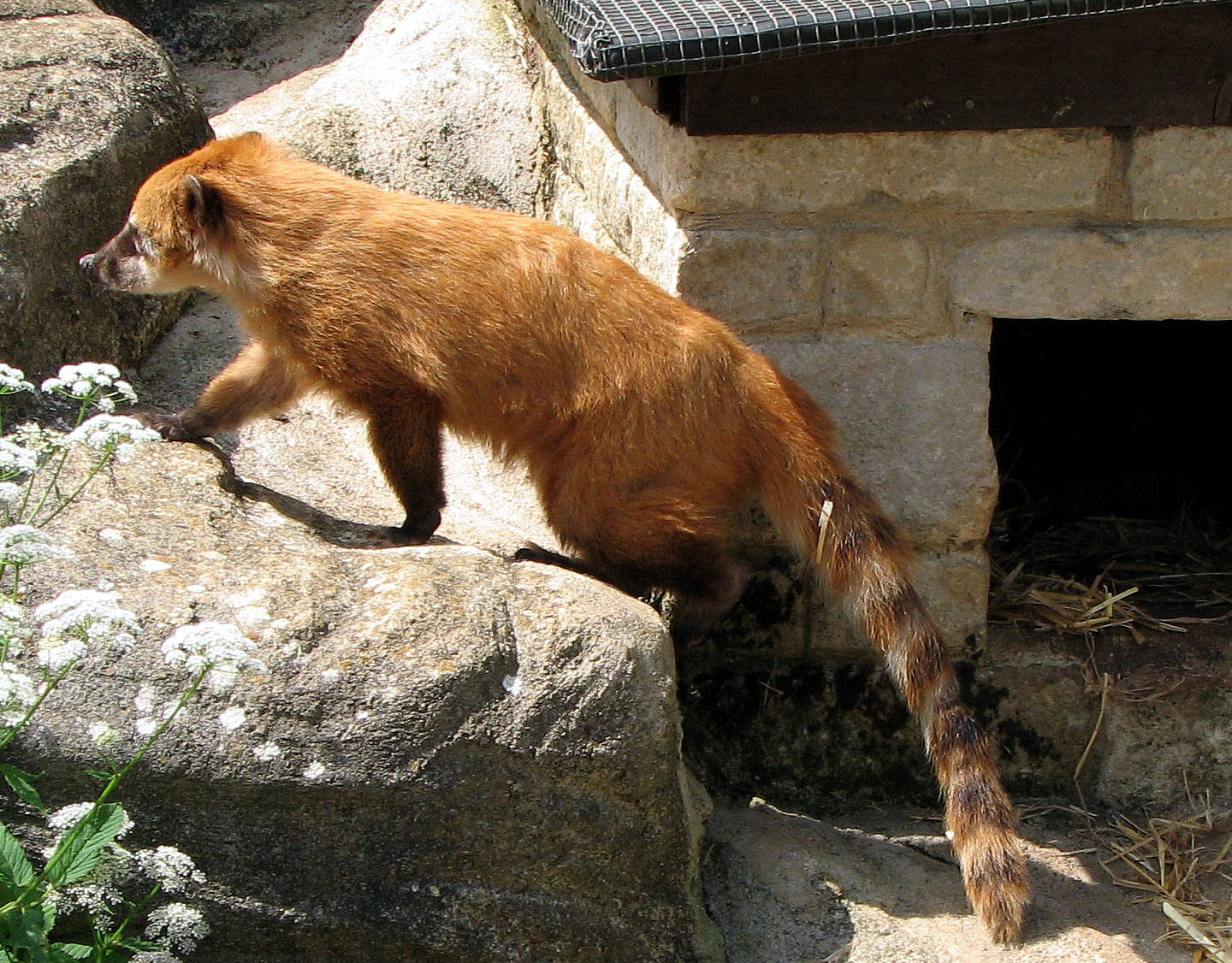
Näsbjörn
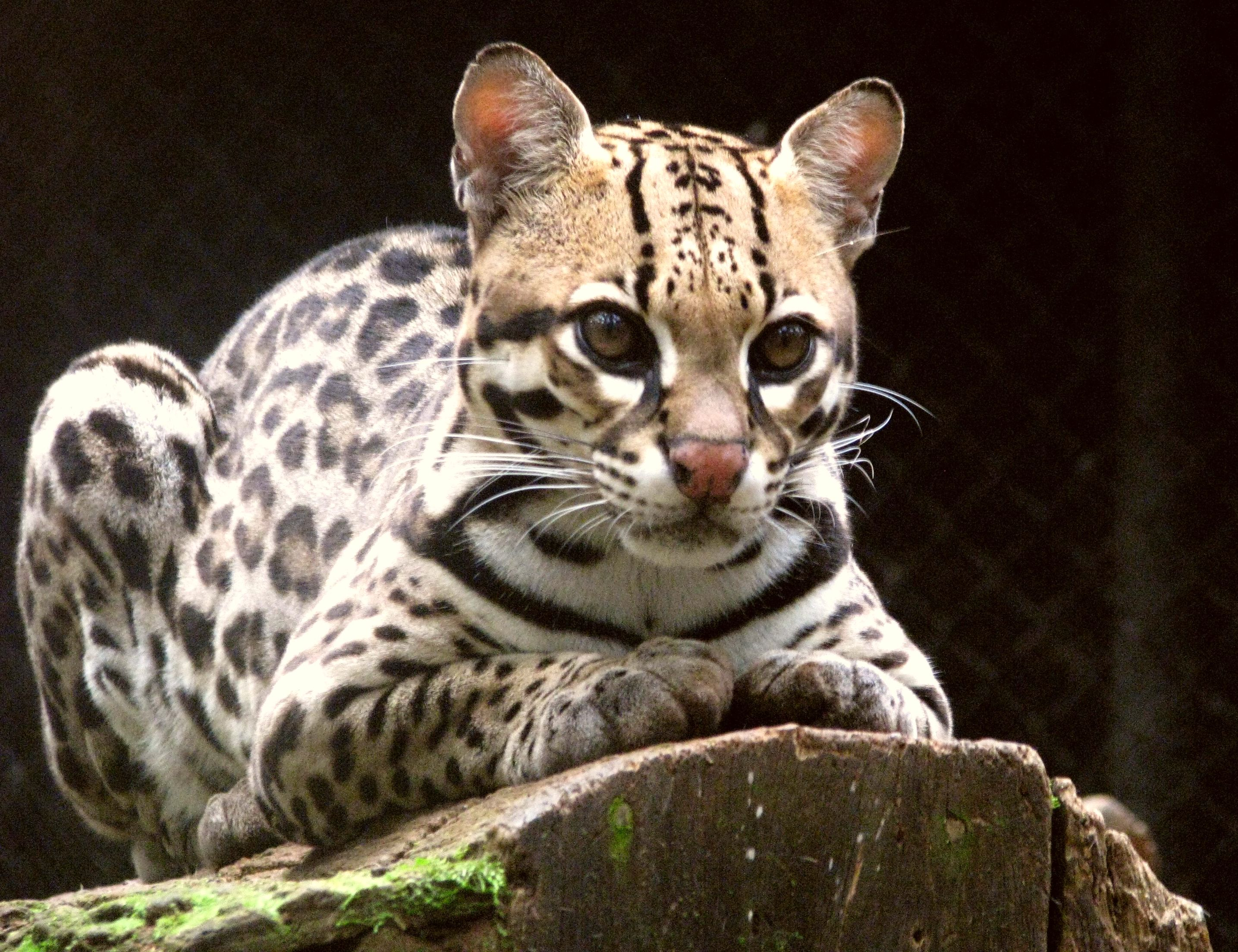
Ozelot
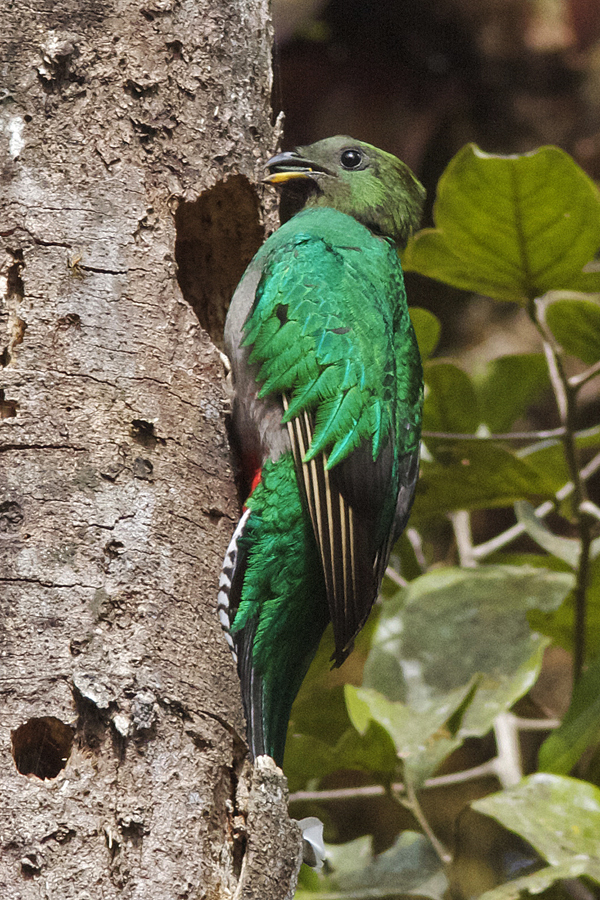
Praktquetzal